# 内山まい
内山 まい（うちやま まい、1989年4月2日 - ）は、日本の元AV女優。
身長:156cm。スリーサイズ:B110(J65)・W61・H92cm。血液型:A型。趣味・特技:ゴルフ、カラオケ、ダーツ。元プライムエージェンシー所属。
さくら悠を改め、内山 まい（うちやま まい）としてカプセルエージェンシーに所属。

## 略歴・人物
東京都出身。2011年に「河瀬リナ（かわせ りな）」の芸名でAVデビューしたJカップの巨乳AV女優。同時期に着エログラビアで「さくら悠」として活動。
2012年9月、ビデオメーカー・kira☆kiraの専属女優となる。これ以降は、AVで「さくら悠」の芸名が使われる。
2015年10月9日、Twitterにて、事務所移籍と「内山まい」への改名を発表した。
2016年5月に引退、同年6月にツイッターで入籍していたことを明かした。

## 出演作品

### アダルトDVD

#### 「河瀬リナ」名義
2011年
- 極乳 ペニバン逆レイプ（3月25日、Vamp Freyja）
- 素人酔った人妻に生中出し 014（4月15日、プラム）※「里菜」名義
- ママさんバレーに参加する若妻の肉感的なブルマ姿にコーチもモッコリ! さらにコーチのモッコリにコッソリ発情する若妻。 我慢できない若妻は我先にとコーチのチ○ポにアタック開始!（4月21日、Hunter）
- 爆乳不動産「もんでみーる」2 営業課 Jカップ109cm 不動産レディあゆみさん（4月22日、チェリーズ）※「あゆみ」名義
- ザ・カメラテスト 早く入れてー、内緒にするから〜!（4月30日（レンタル）/12月23日（セル）、アテナ映像）
- ファン感謝祭! 出前野球拳バスツアー（5月7日、SWITCH）
- 巨乳過ぎるパン屋の店員さん（5月19日、グローリークエスト）※「りな」名義
- 敏感爆乳 ボイン「河瀬リナ」ボックス（5月19日、ABC）
- 健康ボイン! セクハラ体育会系女子（5月27日、JAMS）
- 泥酔して眠ってる部下に上司が…（6月2日、グローリークエスト）
- フラッシュバックする本音とSEX カメラに映る彼女のSEX（6月2日、タカラ映像）
- 国家試験の合格率全国トップクラス! 歴史ある名門の看護学校に所属する将来の白衣の天使! 現役看護学生たちとSOFT ON DEMAND的 人生は波乱万丈だゲーム（6月4日、SODクリエイト）※「川上里緒菜」名義
- 人妻パートタイマー（声を出せない）に生中出し 弱みにつけこんで こってり妻5名（6月7日、桃太郎映像出版）
- 爆乳キャバ「ちちクラ★りな」 Jcup 109cm（6月10日、クリスタル映像）
- 下着メーカーで雑務をやらされている僕だけど面接室を探して迷っている就職活動の女の子を採用係だと嘘を付きながら空いてる個室でエロいパンストやエロい下着を着せて面接してみる。（6月19日、イエロー）
- 巨乳女狩り 46（6月25日（レンタル）/7月22日（セル）、クリスタル映像）
- 隣りの新妻は中出し依存症（7月7日、タカラ映像）
- 拘束羞恥バイト お金が即欲しい金欠お嬢様! 深夜の公衆トイレで卑猥なポーズで30分拘束放置されてみませんか? ※運が良ければ何もされません。 2（7月7日、Hunter）
- ド新人 爆乳Iカップ106cm ノンストップ3P +α蛇舌 星優乃（7月19日、エンペラー）
- めばえ レズエステティシャンにペニスバンドでイタズラされたロリっ娘小●生（7月19日、極ロリCLUB）
- ワレメ風呂 〜血縁幼●禁断育成の記録〜（7月19日、極ロリCLUB）
- 受験を控えた現役中●生にレズ家庭教師がこっそり教える裏合格メソッド!（7月19日、極ロリCLUB）
- レズビアンベロちゅ〜 3（7月23日、イエロー）
- 夫のせいで何度も犯される人妻りな（7月25日、隼エージェンシー）
- ニセTV番組 「有名大学ミスキャンパスと行く温泉宿」デカチンポをみせつけられたミスキャンパスたち!（7月25日、レッド）
- 山の手不倫妻 3（8月7日、桃太郎映像出版）
- 極上Iカップ106cm 天然巨乳娘ローション100リットル漬け 連続絶頂ファック激イカセ!!（8月19日、エンペラー）
- 爆乳触診後のセックス治療カルテ（8月19日、ex）
- こだわりの手コキ 人妻編 12（9月25日、隼エージェンシー）
- 部員のことを誰よりも真剣に考える女子マネージャーは、下半身の際どい場所でも気にせずマッサージして勃起部員を続出させる罪な女の子。（11月19日、Hunter）
- 僕の義理の妹、姉、娘はお口を使ってザーメンを抜いてくれる（11月25日、隼エージェンシー）
- いい形で爆巨乳限定!! 揺れ乳&高速腰振り騎乗位で快楽SEXにおぼれる有名女優!!（12月19日、エンペラー）

2012年
- 四つん這いの乳をとことんむしゃぶり発射（5月18日、ex）
- メチャかわ娘限定! たっぷり射精できる貴方だけを見つめて淫語ローション責めを繰り返す濃厚フェラチオ!! 絶対一緒に発射して下さい。（6月19日、エンペラー）
- 巨乳女教師の性的個人授業（7月20日、ex）
- ADが隠し持っていた隠し撮り秘蔵映像 4時間 3（9月7日、ex）

#### 「さくら悠」名義
2012年
- kira☆kira BLACK GAL DEBUT 黒ギャル新人デビュー －常夏ビーチで激揺れJcup超爆乳－（9月19日、kira☆kira）
- kira☆kira BLACK GAL 黒ギャル逆痴漢☆ピンク映画館に出没するJcup爆乳（10月19日、kira☆kira）
- 美専属デビュー Jcup100cm 天然ド助平痴女（10月25日、美）
- kira☆kira BLACK GAL THE PERFECT BLACK GAL －小悪魔黒ギャル魅せつけJcup超爆乳－（11月19日、kira☆kira）
- 青姦露出 －縦横無尽に揺れる爆乳Jカップ－（11月25日、美）
- kira☆kira SPECIAL kira☆kira6周年特別企画 BLACK GAL SPECIAL －男を犯す集団黒ギャル!壮絶大乱交400分スペシャル－（12月19日、kira☆kira）
- 爆乳逆痴漢師 －男を犯し続ける奇特な性癖－（12月25日、美）

2013年
- the GAL NAN 2013 WINTER（1月3日、グローリークエスト）
- ねぇ、いま絶対見てたよね?（1月4日、ワープエンタテインメント）
- 乳肉ぶるんっぶるんっ むっちり爆乳JCup（11月11日、メーテルモルモン）
- kira☆kira BLACK GAL SPECIAL 黒ギャル極上ソープランド★超爆乳集団（1月19日、kira☆kira）
- BLACK GAL RANMARU SPECIAL Jcup淫乱爆乳☆イグイグ3本番（1月19日、乱丸）
- 24/SEVENα（1月22日、ONCE）
- Jカップほどの乳房が2つ揺れ続けた場合のエネルギー量を求めよ。（1月25日、BALTAN）
- 爆乳専科 卑猥過ぎる躯〜ヒワイスギルカラダ #04（1月25日、ONE DA FULL）
- 巨乳黒ギャル淫語ソープ（2月1日、ワンズファクトリー）
- こんな女に挟射したい 谷間マ●コにそのまま中出し（2月8日、ドリームチケット）
- あ〜やらしい! 36 規格外過ぎるザーメン女!（2月15日、asfur）
- Jカップ 110cm マゾ乳 生中出し（2月27日、ゲインコーポレーション）
- 極上オイルBODY 爆乳Jカップギャル（3月13日、マルクス兄弟）
- ズッポリ股間超アップ! 指入れオナニー（3月13日、マルクス兄弟）
- 美女と包茎 真性を含むオール包茎しゃぶり（3月15日、asfur）
- ボイン大好きしょう太くんのHなイタズラ 親戚のお姉さん編（4月4日、グローリークエスト）
- ワシ掴めるほどの爆乳でパイズリ挟射（4月5日、ドリームチケット）
- 触手アクメ 13（4月11日、SODクリエイト）
- 愛情手コキとご奉仕フェラチオで120%の射精を望む女性は最後まで絶対に僕とチ●ポから視線を逸らさず発射まで見届けてくれる（4月19日、ワープエンタテインメント）
- 黒ギャル爆乳痴女（4月19日、虎堂）
- 噛みつき（4月19日、OFFICE K'S）
- 爆乳黒ギャルの激射パイズリ（4月19日、SEX Agent）
- パンチラお姉さんの誘惑（4月25日、マルクス兄弟）
- 産後の張った着衣巨乳を求めて Bカップ→Jカップ（4月26日、クリスタル映像）
- 急ぎ足で駆け込んだ車内はクーラー故障でサウナ状態！汗だくベトベト爆乳鷲掴みバス 2（5月9日、ディープス）
- 爆乳姉妹とマセオ君の思い出初入浴（5月10日、クリスタル映像）
- お乳とオクチで搾ってゴックン（5月17日、ワープエンタテインメント）
- GALFELA PREMIUM ギャルフェラプレミアム 悩殺悶絶口内射精フェラチオ（5月17日、SEX Agent）
- 爆音フェラチオ（5月17日、OFFICE K'S）
- さくら悠スペシャル8時間 －特別編－（5月19日、kira☆kira）※総集編
- 男根一本に群がる集団痴女家庭教師（5月25日、美）
- ぴったりハイレグ 濡れ競泳水着 筋肉アスリート美女 2（6月1日、KIプランニング）※「麻倉まみ」名義
- 妻が家に連れてきた友人が爆乳すぎてそれを見ていた俺はもう我慢できない…（6月6日、グローリークエスト）
- ローション×おっぱい（6月6日、グローリークエスト）
- 淫語×愛液クチュクチュオナニー 3（6月6日、虎堂）
- 兄嫁羞恥凌辱 〜好色な義弟の餌食になった爆乳人妻〜（6月7日、マドンナ）
- 特殊捜査一課 M男強制事情聴取（6月7日、OFFICE K'S）
- おっぱい回春（6月14日、ワープエンタテインメント）※WEB配信
- kira★kira BLACK GAL SPECIAL 爆乳黒ギャル病棟★淫乱ナース中出し乱交スペシャル（6月19日、kira☆kira）
- 爆乳女が好んで着たがるサイズの小さい競泳水着（6月21日、ドリームチケット）
- 行列のできるパイズリ屋さん 連続二度出し、ザーメン吸いつくし!飲みつくし!（6月22日、シネマユニット・ガス）
- 強制中出し輪姦（6月25日、ダスッ!）
- 超乳露出アスリート（6月25日、豊彦）※「木下ゆかり」名義
- クレーマーレイプ（7月4日、グローリークエスト）
- ガスマスクアクメ（7月5日、OFFICE K'S）
- そんなにイヤらしいカラダを見せつけられたら、兄貴のお嫁さんだからってもうガマンできないよ…（7月18日、SWITCH）
- 爆乳ご奉仕アンドロイド（8月1日、Fitch）
- 即尺精飲公衆便女 8 どすけべヤリマンM女編（8月2日、asfur）
- 鬼フェラ地獄 13（8月9日、REAL）
- トイレでフェラチオ（8月14日、SEX Agent）
- 巨乳アスリート 肉厚筋肉インストラクター（8月25日、豊彦）※「松元亜衣」名義
- 勃起センズリを見てた女が興奮してマンズリやりはじめて相互オナニー! からの〜…（9月6日、クリスタル映像）
- 我慢! 声を出しちゃダメ…（9月19日、グローリークエスト）
- kira★kira STREET GAL&おやじっち 爆乳ギャル温泉 GALとオジさんのエロエロ混浴性交（9月19日、kira☆kira）
- 危険日直撃!! 子作りできるソープランド（9月19日、michiru）
- 脅迫学園 ザーメンまみれの爆乳教師（9月25日、マルクス兄弟）
- 不倫たび 静かな湖畔で若妻と密会キャンプ（9月26日、タカラ映像）
- 淫乱グラマラスギャル トロピカルビッチのレズセックス（10月13日、U&K）
- OILISH GAL DOLL（10月17日、グローリークエスト）
- kira★kira×E-BODY×kawaii*×Madonna×ATTACKERS 5メーカーコラボ作品第2弾! 秘湯 淫華温泉 黒ギャル軍団ハメ狂い中出し超絶大乱交（10月19日、kira☆kira）
- BLACK GAL RANMARU SPECIAL 黒淫乱☆イグイグ逆3P（10月19日、乱丸）
- 男をむさぼる淫乱お姉さんのいやらしい体といやらしい性欲（10月22日、TOY☆GIRL）
- もみもみおっぱい（11月7日、グローリークエスト）
- ATTACKERS×E-BODY×kira☆kira×kawaii*×Madonna 5メーカーコラボ作品第5弾! 秘湯 淫華温泉 湯けむり性奴隷化計画（11月7日、アタッカーズ）
- いつでも、どこでもベロちゅう 2（11月8日、クリスタル映像）
- ヌキサシバッチリ! オナニー専用ベストポジション素材集 6 コスプレ編（11月8日、REAL）
- 敏感巨乳2名を揉みクチャにしながらガン突きしてヒィヒィ言わせるほど濃厚なSEXを楽しんだ。2（11月8日、NON）
- 俺を小バカにしている姉に巷でウワサの催眠スプレーで「変態女になりさがーる」と冗談半分で催眠術をかけたら本当にかかってしまい解き方が分からないまま俺のムスコを弄ばれた。（11月8日、NON）
- 酔って潰れて持ち帰られた女（11月21日、グローリークエスト）
- 全身バキュームフェラチオ 私のエッチなしゃぶり方（11月22日、TOY☆GIRL）
- パンチラ美脚お姉さんにパンストで責められたい（11月25日、アロマ企画）
- 女監督ハルナの最高に過激なレズ ペニバン肛門FUCKエステ（12月1日、ヴィ）
- 混浴露天風呂で巨乳のお姉さん達に囲まれた僕はフル勃起、まずいと思ったがおさまりきらないチ○ポに優しくしてくれた（12月5日、SWITCH）
- 兄嫁の爆乳（12月20日、STAR PARADISE）

2014年
- 浴びた女も感激する 一撃!!大量顔射!!! Part.4（1月10日、ワープエンタテインメント）
- 絶対!!!ベスト7じかん。（1月10日、ワープエンタテインメント）※総集編
- レズレッスン second season（1月13日、U&K）
- エロ〜い女のアナルべろ舐め手コキ（1月13日、マルクス兄弟）
- ROOKIE×E-BODY×kira☆kira×kawaii*×Madonna×ATTACKERS 6メーカーコラボ作品 第6弾! 秘湯 淫華温泉 【完全版+α】 豪華!!人気女優総勢18名×28P淫乱大乱交SP!!（2月19日、ROOKIE）
- 撮り下ろしSPECIAL しつこいセルフ乳首舐めとパイズリ（3月1日、シネマユニット・ガス）
- デカ尻女子校生の腰ふり騎乗位（3月1日、TOY☆GIRL）
- 喉奥ディープスロートで溢れ出た濃〜い粘着唾液を使い濃厚唾液接吻と全身舐めで犯す!（3月13日、アロマ企画）
- マンコス顔騎オナニー（3月13日、マルクス兄弟）
- 今まで女として意識していなかった顔見知りの娘がパイスラで急に巨乳が強調されていてウッカリ勃起! 2（3月20日、アイエナジー）
- おま●こ好きなスケベェな女の子8人の超濃厚セックス4時間（4月11日、NON）
- パンスト直履きソープランド（4月24日、アイエナジー）
- 隣に住む人妻がコンドームを落として僕を誘惑!（5月1日、MUTTURi）
- 竿ありタマありの爆ニューハーフは一見にしかず ゆきのあかり ドッキリ編 with さくら悠（5月23日、チェリーズ）
- 女監督ハルナの黒パンストお姉さん限定! 過激でHなレズナンパ 19 3時間（6月1日、ヴィ）
- ナマ殺し回春専科 爆乳焦ラシ堂（7月5日、ワープエンタテインメント）

### イメージDVD
- モミズム（2011年9月15日、グラッツコーポレーション）
- pg（2011年11月25日、ターンテーブル）
- もうムリ!! さくら悠（2012年1月12日、グラッツコーポレーション）
- もうムリ!! さくら悠 2（2012年7月5日、グラッツコーポレーション）